# Maurice Koechlin

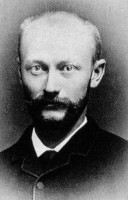
Maurice Koechlin

Maurice Koechlin (Buhl, 18 maart 1856 – Veytaux, 14 januari 1946) was een Frans bouwkundig ingenieur, bekend als een van de oorspronkelijke ontwerpers van de Eiffeltoren.
Hij volgde het lyceum te Mulhouse, studeerde daarna aan het Zwitserse Federale Instituut voor Technologie in Zürich.
In 1877 studeerde hij af als beste van het jaar en kwam als ingenieur te werk bij de spoorwegmaatschappij Compagnie des chemins de fer de l'Est.
Twee jaar later ging hij over naar het kantoor van Gustave Eiffel, als leidinggevend ingenieur. Een van zijn eerste werken was het ontwerp van de Maria Pia-brug, een stalen boogbrug over de Douro, die werd ontworpen door Théophile Seyrig. 
Toen Eiffel zich in 1893 terugtrok uit het bedrijf, bleef Koechlin functioneren tot 1940. De laatste jaren van zijn leven trok hij zich terug in zijn huis in Veytaux aan het Meer van Genève, waar hij overleed op 90-jarige leeftijd.
Maurice Koechlin werd onderscheiden als officier van het Franse Legioen van Eer.